# Pidonia bivittata
Pidonia bivittata is een keversoort uit de familie van de boktorren (Cerambycidae). De wetenschappelijke naam van de soort werd voor het eerst geldig gepubliceerd in 1980 door S. Saito.